# Walter Trott
Walter Trott (* 1. Juni 1907; † unbekannt) war ein deutscher Bobfahrer. In seiner Karriere wurde er zweimal deutscher Meister im Viererbob (1935, 1937).

## Karriere
Walter Trott startete für den BC Oberhof. Nachdem er sich im Jahr zuvor zusammen mit Wolfgang Kummer, Fritz Vonhof und Rudolf Werlich die Deutsche Meisterschaft im Viererbob gesichert hatte, nahm er mit gleicher Besetzung an den Olympischen Spielen 1936 in Garmisch-Partenkirchen  teil. Das deutsche Quartett erwischte einen guten Start und fuhr zwischenzeitlich Bestzeit, doch der Schlitten geriet in einer 180-Grad-Haarnadelkurve in eine zu große Schräglage und kippte um. Die komplette Besatzung fiel dabei aus dem Bob, der führerlos im Ziel ankam. 1937 wurde Trott erneut deutscher Meister im Viererbob.